# Rosa DeLauro
Rosa Luisa DeLauro (New Haven, 2 marzo 1943) è una politica statunitense, membro della Camera dei Rappresentanti per lo stato del Connecticut.

## Biografia
Nata in una famiglia italoamericana, ricevette un master dalla Columbia University e successivamente divenne assistente e capo dello staff del senatore Chris Dodd, prima di ottenere un seggio alla Camera dei Rappresentanti.
Politicamente, la DeLauro è una dei membri più liberali del Congresso e fa parte del Congressional Progressive Caucus. In materia di aborto è favorevole alla scelta e si batte inoltre per il controllo delle armi.
La DeLauro è sposata con lo stratega politico Stan Greenberg.
Di dichiarate origini italiane, fa parte della Italian American Congressional Delegation. ed è membro onorario dell'Organizzazione Nazionale delle Donne Italoamericane.